# Picot de la Hispaniola
El picot de la Hispaniola (Melanerpes striatus) és una espècie d'ocell de la família dels pícids (Picidae) que habita zones boscoses, manglars i horts de l'Hispaniola, a les Antilles.